# SAZA최우준
SAZA최우준(본명: 최우준, 1977년 1월 5일 ~ )은 대한민국의 작곡가이다.

## 활동
2007년에 첫 솔로앨범인 《SAZA's Groove》을 발표한 이후, 대한민국의 재즈 그룹인 윈터플레이의 멤버로서 활동하였다. 2012년에는 두 번째 솔로앨범인 《SAZA's Blues》을 발표하였고, 이어 제6회 칠포 국제 재즈 페스티벌과 제9회 자라섬 국제 재즈 페스티벌에 초청되었다.